# الصابرية (تونس)
الصَابِرِيّة هي إحدى قرى ولاية قبلي بالجنوب التونسي، وتقع جنوب شط الجريد، غرب قرية زعفران وعلى بعد 7 كم شرق مدينة الفوار. وهي تتبع إداريا لمعتمدية الفوار. وسميت بالصابرية على اسم قبيلة الصوابر العربية من قبائل بني سليم. ويبلغ عدد العائلات بهذه القرية حوالي 900 عائلة بعدد سكان إجمالي يناهز 5500 ساكن. وقرية تتبع إداريا معتمدية الفوار من ولاية قبلي تقع تحديدا غرب قرية زعفران هي قرية سياحية بامتياز يعتمد غالبية سكانها على الفلاحة بغراسة أشجار النخيل وتتميز هذه المنطقة بمناظر طبيعية خلابة وهو مايجعلها قبلة لجميع السياح من مختلف دول العالم.

## وصلات خارجية
- الصابرية